# Pseudorhaphitoma tetragona
Pseudorhaphitoma tetragona is een slakkensoort uit de familie van de Mangeliidae. De wetenschappelijke naam van de soort is voor het eerst geldig gepubliceerd in 1861 door Gould.